# Muscoline
Muscoline ist eine norditalienische Gemeinde (comune) mit 2692 Einwohnern (Stand 31. Dezember 2023) im Val Sabbia der Provinz Brescia in der Lombardei. Die Gemeinde liegt etwa 17,5 Kilometer westnordwestlich von Brescia und etwa sieben Kilometer westlich vom Westufer des Gardasees. Der Chiese begrenzt die Gemeinde im Westen.